# Jean-Jacques Hayne
Pour les articles homonymes, voir Hayne.
Jean-Jacques Hayne est un céiste français né le 20 octobre 1954. 
Il a remporté avec Daniel Jacquet la médaille d'or en C2 à Bala au Pays De Galles aux championnats du monde de descente 1981 et de bronze à Desbiens au Canada aux championnats du monde de descente 1979. 
En C2 par équipe, il a remporté la médaille d'or aux championnats du monde de descente de 1979 et 1981 et de bronze à Spittal en Autriche en championnats du monde de descente 1977.
Il est de 2007 à 2015 chef du département de haut niveau au CREPS de Dijon.